# Кашкин, Аристарх Петрович
Аристарх Петрович Кашкин (1723 — 2 января 1795) — участник Семилетней войны 1756—1763 гг., глава Царскосельской конторы, тайный советник.

## Биография

### Происхождение
Кашкин происходил из старинного дворянского рода Кашкиных. Его родителями были Пётр Гаврилович Кашкин — в год рождения сына унтер-лейтенант флота, а впоследствии вице-адмирал и член Адмиралтейств-коллегии, и Евфимия Фёдоровна Кашкина, дочь стольника, затем полковника и командира Тверского пехотного полка Фёдора Никитича Заборовского. Известность получили младший брат Кашкина — генерал-аншеф Евгений Петрович, последовательно возглавлявший Пермское и Тобольское, Ярославское и Вологодское, Тульское и Калужское наместничества в правление Екатерины II, племянники — московский совестный судья, сенатор, тайный советник Николай Евгеньевич и генерал-майор и литератор Дмитрий Евгеньевич Кашкины.

### Служба
14 января 1737 года П. Г. Кашкин записал сына в Сухопутный шляхетный кадетский корпус, к обучению в котором он приступил в следующем году. 1 ноября 1740 года Кашкин был определён пажом к Высочайшему двору, состоял при принцессе Анне Леопольдовне, а после вступления на престол Елизаветы Петровны был оставлен камер-пажом при дворе новой императрицы.
Кашкин продолжал придворную службу до 3 января 1748 года, когда из камер-пажей был произведён в армейские капитаны с назначением в Ингерманландский пехотный полк. Вскоре, 27 декабря 1749 года, он получил чин премьер-майора и вслед за тем был командирован к строению Царского Села. 25 декабря 1755 года Кашкин был назначен командиром Тобольского пехотного полка с одновременным производством в полковники.
Командуя полком, Кашкин принял участие в Семилетней войне 1756—1763 годов и в 1761 году являлся старшим начальником десантных войск при осаде крепости Кольберг. За оказанные во время войны отличия 15 февраля 1762 года новый император Пётр III произвёл его в генерал-майоры и назначил шефом Тобольского пехотного полка, ставшего называться по имени шефа пехотным полком генерал-майора Кашкина. Одновременно, с 25 февраля 1762 года, Кашкин стал членом Военной коллегии. В это время он выполнял различные служебные поручения, наиболее важным из которых стало назначение в следственную комиссию по делу обвинённого в государственной измене генерал-майора графа Тотлебена; 26 апреля в качестве дежурного генерал-майора Кашкин объявил Именной указ об учреждении над Тотлебеном Генерального кригсрехта (военного суда).
В июле 1763 года императрица Екатерина II назначила генерал-майора Кашкина главным командиром Конторы строений и Конторы вотчинного правления Царского Села. Эту должность Кашкин занимал на протяжении тридцати лет (указом на имя Кашкина 7 октября 1791 года обе Конторы были объединены в единую Царскосельскую контору под его главным руководством), получив за свою службу чин тайного советника (21 мая 1788 года) и орден Святой Анны (1777). 11 января 1794 года в возрасте 70 лет он был уволен от службы по прошению «по старости лет и изнеможению сил» с обращением получаемого им жалования в пенсион, и через год, в январе 1795 года, скончался. Похоронен на Большеохтинском кладбище.

## Семья

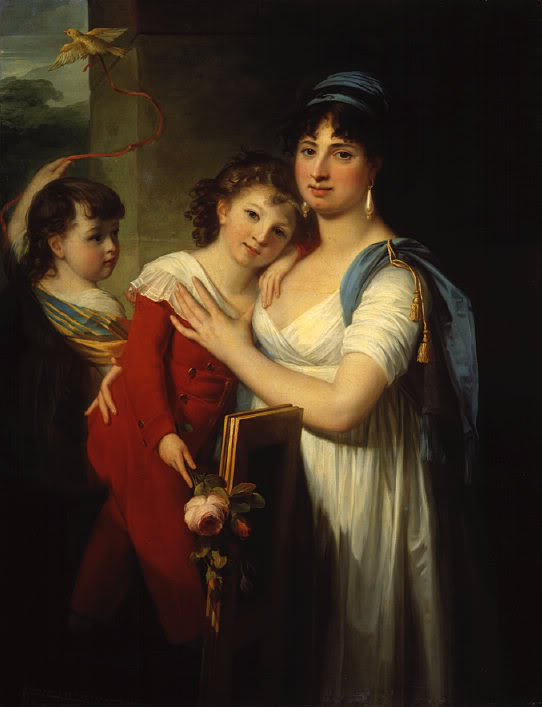
Внучка Анна Семёновна Муравьёва-Апостол с сыном Матвеем и дочерью Екатериной, 1799 год

7 февраля 1748 года Кашкин вступил в брак с камер-юнгферой Татьяной Константиновной Скороходовой, состоявшей с 1745 года при великой княгине Екатерине Алексеевне (будущей императрице), причём венчание состоялось в дворцовой церкви. 
Три сестры невесты служили также камер-юнгферами, а их мать, Матрёна Константиновна Скороходова, была няней при великом князе Павле Петровиче. Сёстры Скороходовы принадлежали к незнатному дворянству, и ко двору попали, очевидно, благодаря своему слепому брату, бандуристу императрицы Елизаветы Петровны. 
Екатерина II в своих воспоминаниях писала о Татьяне Скороходовой, как о девушке очень весёлой, но и очень набожной. Брак Кашкина, несомненно неравный, оказался удачным. После его смерти указом 26 января 1795 года Екатерина II назначила Т. К. Кашкиной пенсию в размере полного оклада её покойного мужа. Кашкины имели четырёх дочерей и сына:
- Елизавета Аристарховна (174.—1795), была замужем за генералом австрийской, затем генерал-майором русской службы Семёном Михайловичем Черноевичем, бывшего правителем Молдавского княжества. Их дочь Анна Семёновна Черноевич (1770—1810) вышла замуж за известного писателя и государственного деятеля Ивана Матвеевича Муравьёва-Апостола и была матерью декабристов Матвея, Сергея и Ипполита Муравьёвых-Апостолов.
- Мария Аристарховна (174.—1791), была замужем за офицером гвардии Александром Максимовичем Вындомским (ум.1813), впоследствии предводителя дворянства Опочецкого уезда Новгородской губернии. Их дочь Прасковья Александровна Осипова (1781—1859), была близким другом А. С. Пушкина.
- Татьяна Аристарховна (1758—1802)
- Евпраксия Аристарховна (1765—1826), замужем за Никифором Изотовичем Пушкиным, служившим под начальством Кашкина управляющим экспедицией строения Царскосельской конторы, затем действительного статского советника, члена Кабинета Е. И. В.
- Александр Аристархович (1770—1791), в раннем детстве в 1776 году был записан в лейб-гвардии Семёновский полк, в 1788 году вступил на действительную службу в этот полк с чином прапорщика, дослужился до поручика и полкового адъютанта. В 1791 году застрелился из-за отказа отца дать разрешение на брак с выбранной им невестой, дочерью подполковника Фохта.